# St. Michael (Rackendorf)

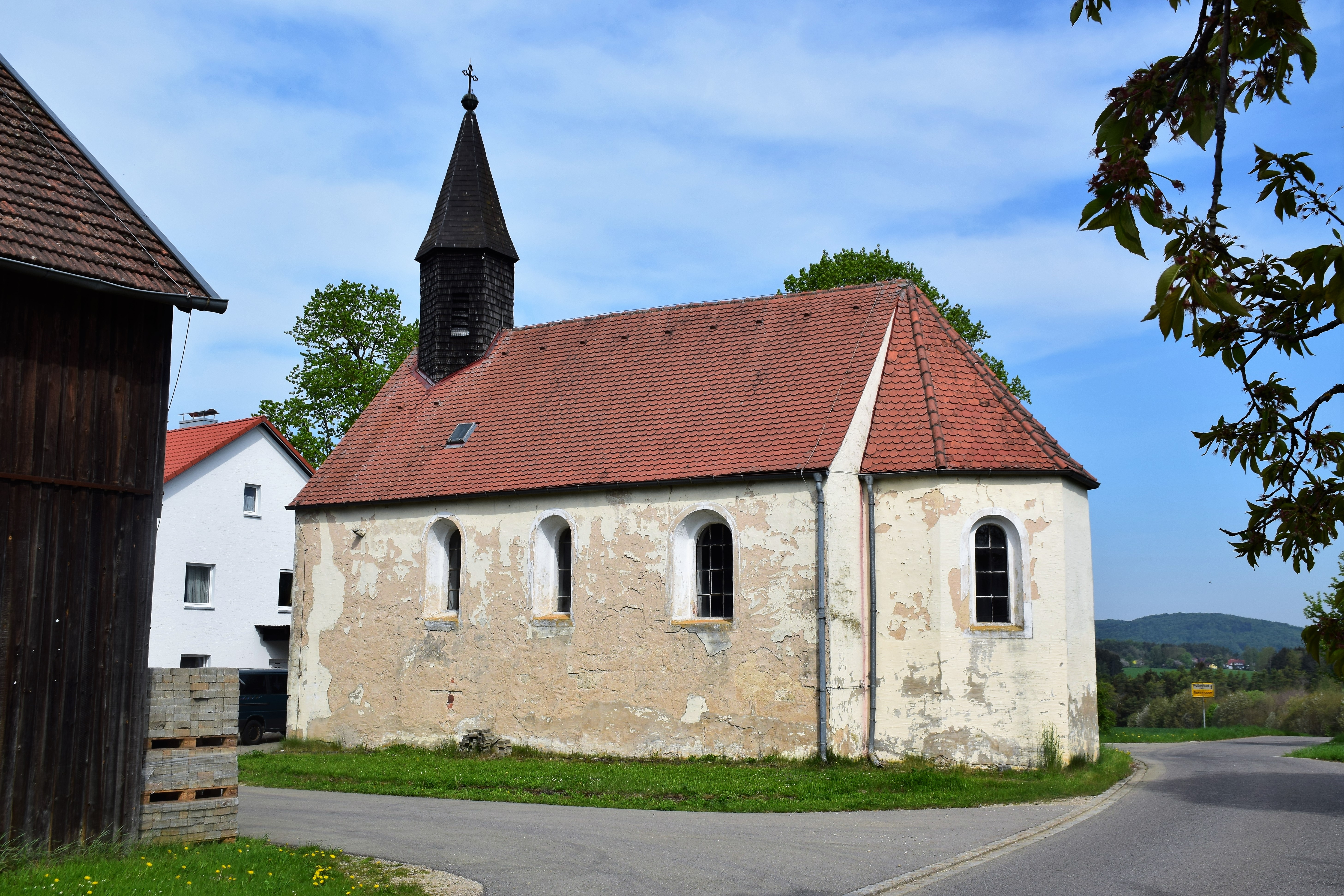
St. Michael (Rackendorf)

Die römisch-katholische, denkmalgeschützte Filialkirche St. Michael steht in Rackendorf, einem Gemeindeteil des Marktes Lupburg im Landkreis Neumarkt in der Oberpfalz. Die Kirche gehört zum Bistum Regensburg. Das Bauwerk ist unter der Denkmalnummer D-3-73-143-26 als Baudenkmal in die Bayerische Denkmalliste eingetragen.

## Beschreibung
Die romanische Saalkirche wurde im 17. Jahrhundert umgestaltet. Sie besteht aus einem Langhaus und einem eingezogenen, dreiseitig geschlossenen Chor im Osten, der innen abgerundet ist. Aus dem Satteldach des Langhauses erhebt sich im Westen ein sechseckiger, mit Schindeln verkleideter Dachreiter, der den Glockenstuhl beherbergt und mit einem spitzen Helm bedeckt ist.
Der Innenraum des Langhauses ist mit einer Flachdecke überspannt. Zur Kirchenausstattung gehört ein Hochaltar aus der zweiten Hälfte des 17. Jahrhunderts, der von den Statuen der vier Evangelisten flankiert wird. Auf dem Altarretabel ist der Erzengel Michael nazarenisch dargestellt. An der Brüstung der Empore ist Johannes der Evangelist zu sehen. Die Kreuzwegstationen von 1777 wurden 1865 restauriert.